# Effetti collaterali (singolo)
Effetti collaterali è un brano della rockband italiana Litfiba, diffuso inizialmente solo online (sul sito della band) come Web Clip l'8 agosto 2008. Il brano, scritto dal batterista della band Gianmarco Colzi, descrive i vizi e i soprusi della società odierna.
L'anno successivo la canzone è stata inclusa, in una nuova versione denominata "Effetti collaterali 1.1", nell'EP Five On Line.
Il 18 giugno 2015 Ghigo Renzulli pubblica il videoclip sul suo canale YouTube e rende disponibile entrambe le versioni della canzone per il download gratuito.

## Tracce
Download digitale (2015)
1. Effetti collaterali - 3:30

## Videoclip
Il video della canzone mostra i Litfiba che suonano in una stanza, mentre il cantante Filippo Margheri, in un'altra parte della stanza, lotta con un individuo incappucciato, che alla fine del video si scoprirà essere Margheri stesso.

## Formazione
- Filippo Margheri - voce
- Ghigo Renzulli - chitarra
- Roberto Terzani - basso
- Pino Fidanza - batteria